# Yinshan zhengyao
Das chinesische Buch Yinshan zhengyao (chinesisch 饮膳正要; "Prinzipien der richtigen Diät") ist ein Werk zur Ernährungslehre von Hu Sihui (忽思恚) (von dessen Namen mehrere chinesische Schreibweisen existieren), dem kaiserlichen Diätetik-Arzt der Yanyou-Ära bis Tianli-Ära (1314–1330) am Mongolen-Hof. Sein chinesischer Beamtentitel lautete yǐnshàn tàiyī (饮膳太医; „Kaiserlicher Arzt für Getränke und Speisen“).
Das Werk ist datiert auf das Jahr 1330 der Yuan-Dynastie und ist dem Kaiser Wenzong (Wénzōng 文宗), dem Mongolen-Khan Borzigin Tubtemur (chinesisch 孛儿只斤图帖睦耳) also, gewidmet, einem der zahlreichen kurzzeitigen politischen Nachfahren des Kublai Khan (Kaiser Shizu) auf dem chinesischen Kaiserthron. Es umfasst drei Bände (juan).
Das Buch liefert wichtige Aufschlüsse über die Ernährung und Diätetik der Steppennomaden im chinesisch-mongolischen Grenzland und die chinesische Diätetik in der Mongolen-Zeit. Den Autoren Buell & Anderson zufolge soll der Autor eine türkische Sprache, wahrscheinlich Uigurisch, gesprochen haben und in einer chinesisch-türkischen, und schließlich mongolischen Mischkultur aufgewachsen sein. Sie weisen auch darauf hin, dass viele Rezepte eine klare Verbindung zu denen der modernen Hui (回) in Ningxia hätten.
Auch arabisch-persische Rezepte sind darin anzutreffen. Der chinesische Einfluss auf dieses Buch tritt größtenteils bei seiner Behandlung der pflanzlichen Kost zutage.
Der Originaltitel lautet in der englischen Übersetzung von Buell & Anderson: Proper and Essential Things for the Emperor’s Food and Drink.

## Wichtige frühe Drucke
- Sibu congkan xubian, zibu (四部丛刊续编子部) (Reproduktion eines Ming-Druckes aus dem Jahr 1456)
- Zhongguo gudai banhua congkan (中国古代版画丛刊)
- Zhongguo gudai banhua congkan 中国古代版画丛刊 (元残卷 unvollständiger Text aus der Mongolen-Zeit)

## Moderne Ausgaben
- Renmin weisheng chubanshe (interpunktierte kritische Ausgabe), 1986
- Zhongguo pengren guji congkan, 1988 (mit neuchinesischer Übersetzung)